# Cyclophora communifasciata
Cyclophora communifasciata är en fjärilsart som beskrevs av Donovan 1808. Cyclophora communifasciata ingår i släktet Cyclophora och familjen mätare. Inga underarter finns listade i Catalogue of Life.